# Dockornas dal (film)
Dockornas dal (engelska: Valley of the Dolls) är en amerikansk dramafilm från 1967 i regi av Mark Robson. Filmen är baserad på Jacqueline Susanns bok med samma namn från 1966. I huvudrollerna ses Barbara Parkins, Patty Duke, Sharon Tate och Susan Hayward.

## Handling
Filmen berättar om tre unga kvinnor inom nöjesbranschen. Alla tre har sina fram- och motgångar och får uppleva industrins många olika sidor.

## Om filmen
Ursprungligen hade Judy Garland en roll i filmen, karaktären Helen Lawson. Garland fick sin vilja igenom på en del punkter, men till slut sparkades hon från filmen på grund av sitt beteende och sina alkoholproblem. Hon ersattes av Susan Hayward. Det fanns även andra påtänkta för rollen, exempelvis Bette Davis och Tammy Grimes. Judy Garland sparade dräkten hon skulle ha använt i filmen och var ofta klädd i den då hon uppträdde.
År 1970 gjordes filmen Bortom dockornas dal. Filmen är ingen uppföljare till Dockornas dal, men den är avsedd att vara gjord i samma stil.

## Rollista i urval
- Barbara Parkins - Anne Welles
- Patty Duke - Neely O'Hara
- Paul Burke - Lyon Burke
- Sharon Tate - Jennifer North
- Tony Scotti - Tony Polar
- Susan Hayward - Helen Lawson
- Martin Milner - Mel Anderson
- Charles Drake - Kevin Gillmore
- Alexander Davion - Ted Casablanca
- Richard Angarola - Claude Chardot
- Lee Grant - Miriam Polar
- Naomi Stevens - Miss Steinberg
- Robert H. Harris - Henry Bellamy
- Jacqueline Susann - journalist
- Richard Dreyfuss - assistant stage manager
- Darlene Conley - sjuksköterska
- Marvin Hamlisch - pianist
- Judith Lowry - tant Amy